# 劳伦斯·柯尔伯格
劳伦斯·柯尔伯格（英語：Lawrence Kohlberg，/ˈkoʊlbərɡ/，1927年10月25日—1987年1月19日），美國心理學家，以道德發展階段理論而著名。他曾擔任芝加哥大學心理學系教授與哈佛大學教育研究所教授。他研究的主力在道德推理，將25年前讓·皮亞傑兒童道德發展的詮釋進行延伸，這類主題的研究在他的年代當中較為罕見。事實上，在柯爾伯格能夠將他的觀點闡述在他的文章中並予以公開前，已經花了他5年時間。柯爾伯格的研究不僅延伸了皮亞傑的發現，也受到哲學家喬治·賀伯特·米德與詹姆斯·馬克·鮑德溫的理論。於此同時，他在心理學當中創造了「道德發展」的新領域。許多學者像是艾略特·圖列爾與詹姆斯·雷斯特，響應了柯爾伯格的研究成果，並各自給予此研究獨特的貢獻。哈格布魯姆（Haggbloom）曾使用6個標準，如期刊文章與教材引用等進行實證研究，認定柯爾伯格為20世紀第30位最知名的心理學家。

## 早年生活
勞倫斯·柯爾伯格生於紐約州布隆克維，是家中4個孩子中的老么。父親艾佛烈·柯爾伯格是一位猶太教徒，而母親夏洛蒂·阿爾布雷希特（Charlotte Albrecht）是艾佛烈的第二任妻子，同時也是新教徒。雙親在勞倫斯4歲時開始分居，最後在他14歲時離婚。柯爾伯格在麻薩諸塞州安多佛的菲利普斯學院完成高中學業，接著在美國商船隊服役直至二戰結束。他曾於哈伽拿工作一段時間，將猶太難民從羅馬尼亞以船偷渡到巴勒斯坦。後來柯爾伯格被英國逮捕送進賽普勒斯的拘留營，隨後越獄返回美國，進入芝加哥大學就讀。當時芝加哥大學提供單科考試取得學分的機會，因此柯爾伯格在1948年，只花一年時間就拿到學士學位。之後他繼續在芝加哥大學攻讀心理學博士學位，並於1958年完成學業。在學業階段早期，他遍讀皮亞傑的著作。他發現了以個人道德推理決策為中心地位的學術研究方法。
柯尔伯格写道：“犹太大屠杀是人类历史上最能证明需要道德教育及一种能指导它的哲学之事件。我对道德和道德教育产生兴趣，在某种程度上是对犹太大屠杀的回应，这一事件太过巨大，以至于许多个人和社会的不公平常常不再能激起人们的感觉。”

## 求学与研究
1948年，柯尔伯格进入芝加哥大学，由于成绩特别优异，同年毕业，获得学士学位。1958年获得芝加哥大学博士学位。他的第一个职业是在耶鲁大学，从1959年到1961年担任心理学副教授。
1962年，柯尔伯格任教于芝加哥大学的人类发展委员会，更多地投身于学术研究。1968年，40岁的柯尔伯格结婚，育有2名子女。他成为哈佛大学的教育学和社会心理学教授。在哈佛期间，他遇见后来道德发展阶段理论的同事与他的道德发展阶段理论的评论者卡罗尔·吉利根。
1969年，柯尔伯格到以色列旅行时，去访问了一个基布兹，观察是否加入基布兹对青年人道德发展会产生多大的影响。他决定重新思考自己的研究，建立了一个新的学校
1976年，他成为道德教育协会的创始成员

## 去世
1971年，柯尔伯格在伯利兹进行跨文化研究时，感染了一种热带寄生虫病。结果，在此后的16年余生中，他不得不一直与情绪沮丧及严重的腹痛争斗。他曾多次打开皮肤上的伤口，因为他觉得他可以感受到皮肤中的寄生虫并去习惯他。1987年1月19日，他请求离开接受治疗的马萨诸塞医院一天时间，有人看见他开车到海边，3个月后，人们在波士顿海港发现他的尸体。那时他59岁。

### 其他文獻
- Crain, William C.  2Rev Ed. Prentice-Hall. 1985  [2007-08-07]. ISBN 978-0-13-913617-7. （原始内容存档于2011-10-04）.
- Reconstructing Larry: Assessing the Legacy of Lawrence Kohlberg（页面存档备份，存于）
- PSYography: Lawrence Kohlberg
- BookRags Biography（页面存档备份，存于）
- Munsey, Brenda ed. . Religious Education Press. 1980. ISBN 0-8913-5020-9.
- "Kohlberg, Lawrence: Biography." Psychologists and Their Theories for Students. Ed. Kristine Krapp. Gale Group, Inc., 2005. eNotes.com. 2006. 28 Oct, 2007 <http://www.enotes.com/psychology-theories/kohlberg-lawrence/biography（页面存档备份，存于）>